# Maya Kelly
Maya Kelly (Minneapolis, 7 novembre 2006) è una tuffatrice statunitense specializzata nelle grandi altezze.

## Carriera
Ha vinto la medaglia di bronzo ai campionati mondiali di nuoto di Singapore 2025.

## Palmarès
- Mondiali

Singapore 2025: bronzo nei tuffi dalle grandi altezze.